# Фуэте
Фуэте́ ([-тэ]; фр. fouetté, от fouetter — «хлестать; подгонять; взбивать») — общепринятое сокращённое название виртуозного движения классического танца, исполняющегося как ряд последовательно повторяющихся туров в быстром темпе и на одном месте, при выполнении которых работающая нога по окончании каждого поворота на 360° из согнутого положения открывается точно в сторону (à la seconde, на 2-ю позицию) на высоту 45—90°. Существует и другая, западная методика исполнения, при которой работающая нога проделывает rond de jambe en l’air на 45° и выше.
В спектаклях классического наследия фуэте обычно исполняется балериной на пальцах (пуантах) в коде pas de deux, являясь одной из его кульминаций. В балетах «Корсар», «Пахита», «Дон Кихот», «Лебединое озеро» исполнительница главной партии исполняет по 32 фуэте подряд. Редким исключением является балет «Баядерка» (хореография Мариуса Петипа в редакции В. Чабукиани и В. Пономарёва), где в Grand pas d’action 2-го акта исполнительница роли Гамзатти делает 20 фуэте после серии «итальянских» фуэте.
Согласно терминологии классического танца вращения фуэте правильнее называть туры фуэте либо фуэте ан турнан (фр. Tours fouettés, Fouettés en tournant). На сцене это движение всегда выполняется в направлении en dehors, но возможно его выполнение и в направлении en dedans. Как более сценичный вариант может использоваться чередование одного tour fouetté en dehors и одного — en dedans, выполняемых поочерёдно с разных ног. Одиночные tours fouettés в любом направлении могут служить для перехода в какую-либо позу и используются в самых разнообразных комбинациях (в том числе адажийных), будучи связанными с другими движениями классического танца.
В балетной терминологии также существуют целые группы движений, имеющих в своём названии слово «фуэте» — это всевозможные повороты и батманы fouetté, grand fouetté из позы в позу (к которым относится и т. н. итальянское фуэте, состоящее из батмана в большую позу ecarté вперёд и последующего поворота в позу attitude croisé), исполняемые с работающей ногой, вытянутой на носок в пол либо поднятой на воздух на высоту от 45° до 170° и с прыжком (fouetté sauté). Все эти движения отличаются принципиально иной техникой исполнения и не относятся к разделу вращений.
Возможно, именно одно из таких движений описывает А. С. Пушкин в романе «Евгений Онегин».
В своём фундаментальном труде «Классический танец. История и современность», Л. Д. Блок так раскрывает смысл строк Пушкина: 

«Стоит Истомина; она, одной ногой касаясь пола, другою медленно кружит…» — это, вероятно, Grand fouetté de face. «Касаясь» — явно на высоких полупальцах, «медленно кружить» — переводить ногу спереди назад широким полукругом позволял Истоминой прекрасный апломб, выработанный учителем Дидло.

## Описание исполнения
Движение начинается с préparation в IV позиции, из которой выполняется одинарный или двойной pirouette en dehors, по окончании которого работающая нога не опускается на пол в IV или V позицию, а открывается в сторону, в положение à la seconde на высоту 60-90°, одновременно для последующего толчка выполняется приседание (plié) на опорной ноге, после чего выполняется следующий поворот вокруг себя.
В начале поворота работающая нога сгибается и подводится к опорной в положение passé сзади (носок одной ноги касается икры либо колена другой сзади), одновременно толчковая нога вытягивается в колене и поднимается на полупальцы либо пальцы (пуанты). Во время вращения стопа быстрым движением переводится в положение passé спереди, выполняя petit battement — это движение делается одним лишь низом стопы, бедро при этом двигаться не должно.
Во время вращения руки активно помогают брать форс, каждый раз раскрываясь в стороны и вновь собираясь в первую позицию. Балерина, хорошо владеющая техникой исполнения фуэте, может разнообразить движение, поднимая одну руку в третью позицию, раскрывая и закрывая веер (как это делает Китри в балете «Дон Кихот»), беря форс только одной рукой, другой же изящно держась за пачку, или вовсе не помогая себе руками и держа их на талии.
Движение может усложняться самым различным образом: добавлением двойных туров в начале и в конце комбинации, а также через каждые несколько поворотов, смещением точки, на которой фиксируется взгляд (отдельные повороты выполняются на 1 и 1/4 круга, либо на 1 и 1/2 круга) добавлением пируэтов в других позах (à la seconde, attitude вперёд), добавлением pas de bourrée en tournant, чередованием поворотов en dehors и en dedans, а также исполнением одного из поворотов на прыжке или, что встречается особенно редко, не сходя с пуантов (этот виртуозный приём использовал балетмейстер Джордж Баланчин в финале своего балета «Симфония до мажор»).
В различных школах существует разные методики исполнения фуэте, в частности в некоторых западных школах работающая нога при выполнении элемента открывается из положения passé не точно в сторону, а в направлении практически вперёд, что позволяет делать demi-rond de jambe, дающий вращению дополнительный форс. Существует и другой вариант, когда каждое фуэте фактически начинается с тура в позе à la seconde: в этом случае работающая нога не сгибается в колене одновременно с началом вращения, а запаздывает и подводится к колену уже во время выполнения поворота, когда все положение тела исполнителя сдвинуто по ходу вращения на какую-то часть круга.
Современные балерины значительно усложнили фуэте. Например, газета «Коммерсантъ», под впечатлением от спектакля «Дон Кихот» так описала фуэте Натальи Осиповой:
«На третий акт […] припасла и вовсе невиданное — фуэте. Такого не делал никто и никогда: первые пятнадцать — сплошь двойные, шестнадцатый — тройной (то есть оборот в 1080 градусов!), остальные шестнадцать — связка из двух одинарных и одного двойного. И все это в бешеном темпе, с высоко поднятой „рабочей“ ногой, с продвижением вперед максимум на полтора метра».
Долгое время фуэте не входило в список обязательных балетных элементов, считаясь особым балетным трюком, не обязательно органично входящим в хореографическую канву балетного спектакля и нужным лишь для того, чтобы дать блеснуть прима-балерине. Именно из-за этого фуэте не любили балетмейстер, реформатор балета Михаил Фокин и великая балерина Анна Павлова.
В настоящее время фуэте входит в обязательную программу хореографических училищ, исполняется на государственном экзамене по классическому танцу и в какой-то мере его техникой владеет любая выпускница балетной школы.

## Видеопримеры
- Фуэте: история и традиции балетного трюка. Программа «Абсолютный слух»
- Фуэте, начинающиеся и заканчивающиеся двойным туром: Майя Плисецкая, балет «Конёк-горбунок», (2:38-3:06)
- Фуэте в исполнении Нины Ананиашвили, Па-де-де из балета «Лебединое озеро»
- Фуэте с двойными турами в исполнении Ульяны Лопаткиной, Па-де-де из балета «Лебединое озеро» (5:07-5:35)
- Фуэте с двойными турами в исполнении Виктории Терёшкиной, Па-де-де из балета «Корсар» (8:05-8:35)
- Фуэте с туром à la seconde в исполнении Элизабет Платель, «Большое классическое па» (9:50-10:12)
- Фуэте с подскоком в исполнении Аньес Летестю, вариация из балета «Этюды» (1:50-2:02)
- Фуэте с оборотом не сходя с пуант в исполнении Татьяны Палий, «Большое классическое па» (8:07-8:24)
- Фуэте в исполнении Леонида Сарафанова, вариация из балета «Этюды» (0:55-1:23)
- Итальянское фуэте в исполнении Дианы Вишнёвой, вариация из балета «Коппелия» (1:50-2:07)

## Из истории движения
Впервые фуэте появились в арсенале итальянских балерин-виртуозок. В России, по свидетельству Константина Скальковского, 14 фуэте подряд впервые исполнила итальянская балерина Эмма Бессон (Emma Bessone) в балете «Гарлемский тюльпан» на музыку барона Фитингоф-Шеля (хореография Мариуса Петипа и Льва Иванова). Премьера состоялась в Петербурге, на сцене Мариинского театра 4 октября 1887 года (по ст.ст.).
32 фуэте впервые исполнила приглашённая итальянская прима-балерина Пьерина Леньяни. Это случилось во время премьеры балета «Золушка» на музыку Б. А. Фитингоф-Шеля (балетмейстеры Энрико Чекетти, Мариус Петипа и Лев Иванов) на сцене императорского Мариинского театра в Петербурге, 5 декабря 1893 года (по ст.ст.). Публика так аплодировала Леньяни, что она повторила 28 фуэте на бис.
32 фуэте исполняла балерина и 15 января 1895 года (по ст.ст.) на премьере полной версии балета «Лебединое озеро» (спектакль состоялся в её бенефис, балетмейстеры Лев Иванов и Мариус Петипа).
Секрет движения раскрыл балетмейстер и выдающийся педагог Энрико Чеккетти:
Балерина, начиная делать фуэте, должна выбрать зрительную точку и держать (фиксировать) взгляд на ней. При вращении голова отстаёт от корпуса, затем поворачивается, «догоняя». В противном случае у исполнительницы закружится голова и она потеряет равновесие.
Первой русской балериной, повторившей 32 фуэте, стала Матильда Кшесинская.
Элемент фуэте сыграл большую роль в появлении балетной пачки: для его исполнения требовались накрахмаленные короткие «тюники», стоящие горизонтально и не мешающие движению ног.
С начала XX века 32 фуэте стали непременной принадлежностью классического балета.

## Интересные факты и мифы
Существует миф о том, что некоторые балерины никогда не делали фуэте на сцене. Борис Эйфман рассказывал в интервью журналу «Вестник»:
«Уланова и Плисецкая никогда в „Лебедином озере“ не вертели 32 фуэте даже в одну сторону. Это делали более техничные танцовщицы».
При этом общеизвестно, что Майя Плисецкая делала это движение в других балетах, однако исполняя партию Одиллии в балете Лебединое озеро, она предпочитала выполнять в коде па-де-де круг, состоящий из туров пике (tours piqué), чередующихся с поворотами шене chaînés- deboulés как движение, более отвечающее характеру её героини.
Известный педагог и директор МАХУ С. Н. Головкина как-то на гастролях, по её собственным словам, проделала 100 фуэте подряд , причем строго держась на одной точке. Галина Степаненко, народная артистка России, ученица Головкиной, вспоминала: «Софья Николаевна рассказывала нам такую историю: где-то на концерте или на спектакле во время действия она сделала 100 фуэте на одном месте. И после этого все газеты писали в рецензиях, что „мадам Головкина делает 100 фуэте на почтовой марке“».
Галина Степаненко в интервью выразила желание повторить подвиг педагога.
Позднее Галина Степаненко, исполняя роль Китри в балете «Дон Кихот» на сцене Большого театра, не раз исполняла фуэте на бис два, иногда даже три раза.
Солистка Большого театра балерина Ольга Лепешинская рассказывала в телевизионном интервью о том, как она, будучи ученицей, отрабатывала свои фуэте по вечерам в школьном балетном зале, очерчивая мелом круг на полу вокруг себя.
В России фуэте долгое время считалось исключительно женским элементом. В западной хореографии нет такого чёткого разделения на «мужские» и «женские» движения, поэтому в различных балетах попадаются примеры выполнения фуэте не только балеринами, но и танцовщиками. В частности, в балете «Этюды» (1948 г.) балетмейстер Харальд Ландер поручил фуэте именно мужчине.
В наше время отдельные солисты-виртуозы могут исполнить на сцене не только некоторое небольшое количество поворотов фуэте на полупальцах, но и полные «32 фуэте»:
Солист балета Бориса Эйфмана Валерий Михайловский, создатель собственной труппы Санкт-Петербургский Мужской балет Валерия Михайловского (по типу англ. Trocadero), рассказывал в интервью: «Ещё в ту пору, когда я танцевал у Бориса Эйфмана, то в миниатюре „Комедианты“ спокойно делал 32 фуэте. Там по сюжету балерина начинает делать этот трюк, но падает, вновь пытается его сделать, снова падает… тогда я, оттолкнув её, выхожу на середину сцены и откручиваю 32 пируэта. Ребята нашей труппы тоже отлично справляются с фуэте, даже делают бисовку. В „Пахите“ иногда три танцовщика откручивают фуэте с продвижением по диагонали из дальнего угла сцены к авансцене».

## Другое употребление
Также фуэте является техническим элементом в художественной гимнастике.
В упражнении гимнастка имеет право выполнить один раз 2 и более фуэте одинаковой формы или один раз комбинацию из разных форм фуэте, при этом трудность вращения оценивается из расчета 0,10 балла за каждый поворот.
Освоили мужское фуэте и артисты китайского акробатического балета, успешно исполняя этот номер в своей оригинальной постановке «Лебединого озера».
Термином фуэте также называется боковой удар ногой во французском боксе сават. Этот удар наносится по нижнему, среднему и верхнему уровням.